# Castelvecchio Pascoli
Castelvecchio Pascoli è una frazione del comune italiano di Barga, nella provincia di Lucca, in Toscana.
Il borgo, nel quale il poeta Pascoli acquistò la casa "Cardosi-Carrara" , è situato nella valle del Serchio.

## Storia
Giovanni Pascoli soggiornò a lungo a Castelvecchio con sua sorella Maria, dedicandosi alla poesia e agli studi di letteratura classica (sono famose, e tuttora visibili, le tre scrivanie per lavorare nelle tre lingue, italiano, latino, greco). Qui gli parve di aver finalmente ricostituito il "nido" distrutto di San Mauro.
L'opera Canti di Castelvecchio è fitta di richiami autobiografici e di rappresentazioni della vita in campagna e termini dialettali barghigiani. Il motto iniziale, il medesimo di Myricae, è: «arbusta iuvant humilesque myricae». In tal modo, Pascoli recupera il legame con la raccolta precedente e la poetica del "fanciullino", accentuandone però la valenza simbolica.
Tutt'oggi resta la Casa Museo Pascoli. Nella cappella annessa è sepolto Giovanni Pascoli.

## Infrastrutture e trasporti
Castelvecchio Pascoli è lambita dalla strada regionale 445 della Garfagnana ed attraversata dalla strada provinciale 7, sulle quali sono svolte autocorse in servizio pubblico a cura di CTT Nord.
È inoltre presente una fermata ferroviaria, servita dalle corse di Trenitalia che percorrono la ferrovia Lucca-Aulla nell'ambito del contratto di servizio con la Regione Toscana.

## Sport
Il complesso sportivo de "Il Ciocco" ospitò, nel 1991, la seconda edizione del Campionato del mondo di mountain bike.